# McDonnell Douglas
McDonnell Douglas je bio glavni američki proizvođač aviona iz čijih je pogona izašlo niz poznatih komercijalnih i vojnih zrakoplova. Zrakoplovna tvrtka McDonnell Douglas je osnovana 1967. godine spajanjem McDonnell Aircrafta i Douglas Aircrafta. 1997. tvrtka se spojila s Boeingom.

## Letjelice
- Delta Clipper